# Bay City Rollers
Bay City Rollers est un groupe de pop rock britannique, originaire d'Édimbourg, en Écosse. Il est formé en 1969, puis dissous en 1981.

## Biographie
En 1966, le bassiste Alan Longmuir, son frère cadet, le batteur Derek Longmuir, et son ami d'école le chanteur Gordon « Nobby » Clark forment The Saxons à Édimbourg, en Écosse. Peu après, ils changent de nom pour The Bay City Rollers, ayant lancé une fléchette sur une carte des États-Unis, qui a atterri sur Bay City, dans le Michigan. Le premier agent des Bay City Rollers est Tam Paton. Pendant une courte période, la formation comprend le bassiste David Paton (1969-1970) et le claviériste Billy Lyall (1969–1971), qui formeront plus tard le groupe écossais Pilot.
Après avoir signé chez Bell Records, leur premier hit publié devient Keep on Dancing (UK No. 9, 1971), une reprise du succès homonyme des Gentrys,. Le groupe finira par apparaître au Top of the Pops de la BBC One.
Ils sortent d'autres singles durant les deux ans qui viennent. Ils recrutent le guitariste Eric Faulkner. À la mi-1973, ils loupent de peu l'UK Singles Chart avec leur quatrième single Saturday Night. Début 1974, ce qui devient leur formation classique est complétée lorsque le guitariste John Devine est remplacé par Stuart « Woody » Wood. En France, leur succès Summerlove Sensation sera repris par Sylvie Vartan sous le titre de Petit Rainbow.

## Membres
- Alan Longmuir (1969–1976, 1978–1981)
- Derek Longmuir (1969–1981)
- Gordon « Nobby » Clark (1969–1973)
- Keith Norman (1969)
- David Paton (1969–1970)
- Billy Lyall (1969–1971)
- Eric Manclark (1970–1971)
- Neil Henderson (1970–1971)
- Archie Marr (1971)
- John Devine (1971–1974)
- Eric Faulkner (1972–1981)
- Stuart « Woody » Wood (1974–1981)
- Les McKeown (1973–1979)
- Ian Mitchell (1976)
- Pat McGlynn (1976–1981)
- Duncan Faure (1979–1981)